# Галицкий, Анатолий Игнатович
Анато́лий Игна́тович Га́лицкий (6 марта 1936, Передрейка, Мозырский район, Гомельская область, Белорусская ССР) — советский архитектор, живописец, член Союза архитекторов СССР. Один из специалистов, определивших архитектурный облик столицы Марий Эл Йошкар-Олы во второй половине XX века. Заслуженный архитектор РСФСР (1985). Заслуженный строитель Марийской АССР (1975), лауреат Государственной премии Марийской АССР (1975).

## Биография
Родился 6 марта 1936 года в д. Передрейка ныне Гомельской области Белоруссии в семье плотника. Детские годы провёл в концлагере близ австрийского города Линц. После освобождения и окончания Великой Отечественной войны вместе с семьёй вернулся в Белоруссию.
В 1959 году окончил 3 курса Алма-Атинского художественного училища, затем поступил на факультет промышленного строительства Московского архитектурного института, который окончил в 1966 году. На третьем курсе МарХИ участвовал в парижской выставке архитектурных проектов.
В 1966 году по распределению приехал в г. Йошкар-Олу Марийской АССР. Около 40 лет (до 2007 года) проработал в проектном институте «Марийскгражданпроект»: архитектор, начальник мастерской, с 1975 года — главный архитектор, в 1995—1998 годах — директор. В 1970-х годах преподавал в Марийском политехническом институте.
В 1971—1972 годах был главным архитектором г. Мозыря в Белоруссии.
В 1975 году стал заслуженным строителем Марийской АССР, в том же году удостоен Государственной премии МАССР. В 1985 году присвоено почётное звание «Заслуженный архитектор РСФСР». В 1975 году награждён Почётной грамотой Президиума Верховного Совета Марийской АССР.
В настоящее время проживает в Йошкар-Оле.

## Творческая деятельность
Получил широкую известность как один из специалистов, определивших архитектурный облик столицы Марий Эл — Йошкар-Олы во второй половине XX века. Является одним из проектировщиков застройки Центрального и Заречного районов марийской столицы (микрорайон «Сомбатхей»).
Автор таких значимых архитектурных проектов Йошкар-Олы как ансамбль Монумента воинской доблести и Вечного огня (1973), Дворец культуры имени XXX-летия Победы (1975), Дворец культуры имени В. И. Ленина (1977), Русский драматический театр (1984), Республиканский театр кукол (ныне — Марийский театр юного зрителя) (1989), кинотеатр «Эрвий», спорткомплекс «Юбилейный», торговый центр «Савария», здание казначейства, жилые дома необычной формы («кривой», 1976; «бабочка», 1978; «одеколон», 1992 и др.). В 2003 году стал автором архитектурного проекта церкви в п. Медведево Марий Эл.
Также известен как автор 350 живописных работ. В разные годы в музеях Йошкар-Олы прошло несколько его персональных выставок.
Знакомился с опытом работы зарубежных архитекторов в США, Финляндии, Венгрии, Чехословакии, Индии, Шри-Ланке, Германии, Польше, Болгарии.
В 2016 году выпустил в свет книгу «Йошкар-Ола. Царев город на Кокшаге. 1584—2016 гг.».

## Звания и награды
- Заслуженный архитектор РСФСР (1985)[2][5]
- Заслуженный строитель Марийской АССР (1975)[2][5]
- Государственная премия Марийской АССР (1975)[2][5]
- Почётная грамота Президиума Верховного Совета Марийской АССР (1975)[2][5]
- Почётная грамота Союза архитекторов России (2016)[5]